# Alexandra Jakowlewna Owtschinnikowa
Alexandra Jakowlewna Owtschinnikowa (russisch Александра Яковлевна Овчинникова; * 25. Dezember 1914jul. / 7. Januar 1915greg. im Tyalykinski Nasleg, Marchinski Ulus (Rajon Njurba); † 8. Juni 2009 in Jakutsk) war eine sowjetische bzw. russische Straßenbau-Ingenieurin, Historikerin und Politikerin jakutischer Herkunft.

## Leben
Nach dem Abschluss am Straßenbau-Technikum 1934 arbeitete Owtschinnikowa beim Bau der Straße Suntar-Kempendjai mit.
Ab 1935 arbeitete Owtschinnikowa 17 Jahre lang in der Autostraßenverwaltung beim Rat der Volkskommissare bzw. Minister der Jakutischen ASSR. Nach dem Abschluss eines zweijährigen Studiums an der Chabarowsker Parteihochschule des ZK der KPdSU 1953 bestellte sie der Ministerrat der Jakutischen ASSR zur Leiterin der Gruppe für Straßenwirtschaft, Transport und Verkehr  und in der Folge zur Leiterin der Transportindustrie-Abteilung des Jakutsker Stadtkomitees der KPdSU. Drei Jahre später wurde sie zur Sekretärin und dann zur 2. Sekretärin des Stadtkomitees der KPdSU gewählt.
Das Fernstudium an der Jakutischen Staatlichen Universität in Jakutsk in der Historischen Fakultät schloss  Owtschinnikowa 1959 ab.
Owtschinnikowa war von 1963 bis 1979 gewählte Abgeordnete des Obersten Sowjets der Jakutischen ASSR und  des Obersten Sowjets der RSFSR. In dieser Zeit war sie gewählte Vorsitzende des Präsidiums des Obersten Sowjets der Jakutischen ASSR und gehörte damit auch zum Präsidium des Obersten Sowjets der RSFSR mit Ernennung zur Vizevorsitzenden.
Von 1989 bis zum Zerfall der Sowjetunion 1991 arbeitete Owtschinnikowa im Institut für Sprache, Literatur und Geschichte des Jakutischen Wissenschaftszentrums der Sibirischen Abteilung der Akademie der Wissenschaften der UdSSR (seit 1991 Russische Akademie der Wissenschaften) in Jakutsk. Sie widmete sich der Geschichte der Region Jakutsk und verfasste das Buch über die Parteiorganisation der Region Jakutsk im Kampf für die Steigerung der Industrieproduktionseffizienz 1966–1980. Sie ging 1991 in Pension.

## Ehrungen, Preise
- Ehrenzeichen der Sowjetunion (1957, 1964, 1973)[1]
- Orden des Roten Banners der Arbeit (1971)[1]
- Leninorden (1979)[1]
- Ehrenbürgerin der Stadt Jakutsk (1982)[4]
- Ehrenbürgerin der Republik Sacha (2002)[5]
- Ehrenbürgerin des Ulus  Njurba[6]